# 라발원반날개박쥐
라발원반날개박쥐(Thyroptera lavali)는 원반날개박쥐과에 속하는 박쥐의 일종이다. 에콰도르와 페루에서 발견되며, 베네수엘라에서도 서식하는 것으로 추정하고 있다. 열대 우림의 강 주변에서도 발견된다. 식충성 동물이다. 라발원반날개박쥐에 대한 연구가 충분치 않지만 희귀한 종으로 간주하고 있다. 학명과 통용명은 미국인 동물학자 라발(Richard K. LaVal)의 이름에서 유래했다.